# Даная
Дана́я (др.-греч. Δανάη) — в древнегреческой мифологии дочь Акрисия, царя Аргосского, и Евридики (или Аганиппы), мать Персея.  Впервые упомянута в «Илиаде» (XIV 319).

## Миф
Так как Акрисию было предсказано, что он будет убит сыном своей дочери, то он заключил Данаю в подземный медный дом и приставил к ней служанку. Зевс, пленившись красотой узницы, проник к ней в виде  золотого дождя и оплодотворил её, у неё родился сын Персей. Когда Акрисий услыхал в подземелье голос ребёнка, он приказал казнить служанку, а Данаю заставил объяснить, кто отец ребёнка. Не поверив ей, когда она назвала отцом Зевса, он заключил её с ребёнком в ящик и приказал бросить ящик в море. Некоторые считают, что её на самом деле соблазнил Прет. Подземное здание, над которым некогда находился медный чертог, где держали Данаю, показывали в Аргосе.
Волнами ящик принесло к острову Серифу, царь которого, Полидект, вскоре воспылал страстью к Данае. Освободившись от его преследований благодаря сыну своему Персею, она вернулась в Аргос.
По италийскому сказанию, ящик с Данаей и Персеем прибило волнами к берегу Лациума. Здесь Даная вышла замуж за Пилумна и вместе с ним основала город Ардею. Поэтому Турн, царь рутулов, потомок Пилумна, называется у Вергилия происходящим от древних героев Аргоса и Микен.
По легенде впоследствии Персей все же случайно убил Акрисия во время гимнастических состязаний. Персей случайно бросил диск туда, где стояли зрители. Среди них был и Акрисий. По несчастливой случайности диск попал в голову Акрисия и убил его.

## В античной литературе
Миф о Данае активно использовался афинскими драматургами. В частности, Эсхил посвятил ему трагедии «Форкиды» и «Полидект», сатировскую драму «Тянущие невод», Софокл — трагедии «Акрисий» и «Даная», Еврипид — трагедию «Даная».

## Иконография
«Даная» — популярная тема в истории западноевропейской живописи. На картинах с этим названием изображают Данаю — девушку, заключённую своим отцом, царём Аргоса, из боязни быть убитым собственным внуком, к которой Зевс проник в виде золотого дождя. В течение средневековья Даная становится символом целомудрия, её чудесное зачатие трактуется как непорочное, предвещающее Благовещение Марии. В творчестве художников эпохи Возрождения и барокко этот сюжет становится популярным благодаря своему эротизму, как повод изобразить обнажённую женскую натуру.

### В античном искусстве
Наиболее ранние изображения этого сюжета дошли до нас на древнегреческих вазах из Афин, датируемых временами Эсхила, вероятно, в вазопись этот сюжет пришёл из театра. Так, на кратере работы мастера Триптолема (ок. 490 г. до н. э.), хранящемся в Эрмитаже, Даная, которая возлежит на кушетке и поправляет свои волосы, изображена одетой. Действие происходит в комнате, на что указывают портьеры и зеркало, капли волшебного дождя падают сверху на её колени, и, вслед за её взглядом, наше внимание направляется на таинственный источник, откуда исходит этот дождь. Обратная сторона этой вазы изображает Данаю с младенцем-Персеем на руках, в то время как Акрисий командует ей войти в ящик, над которым заканчивает работать плотник. Драматизм этих сцен и жесты его участников заставляют предположить, что они изображают фрагменты театрального представления. На ящике, в который должна войти Даная, видны отверстия, оставленные для дыхания артистов.
До настоящего времени дошли образцы античной вазописи и фрески из Помпей с этим сюжетом. Скульптурных изображений Данаи в древних Греции и Риме никогда не существовало, по крайней мере не сохранилось никаких свидетельств, что таковые были. Не было принято и изображать её обнажённой. Впрочем в позднеантичном искусстве появляется и иная Даная. Уже не персонаж высокой драмы, но проститутка, обнажающая тело ради падающего на него дождя золотых монет.

### В искусстве европейского Средневековья
В средневековой книжной иллюстрации Даная фигурирует как символ целомудрия, её чудесное зачатие трактуется как непорочное, предтеча Благовещения.
На одной из иллюстраций к Гипнэротомахии Полифила можно увидеть Данаю в колеснице, запряжённой единорогами — мифическими существами, символизирующими целомудрие.
Зачастую Даная изображается заключённой в башне, поскольку именно так описали место её заключения римские поэты Овидий и Гораций. Такую Данаю мы видим и на иллюстрации к книге монаха-доминиканца Франциска де Реца «De generatione Christi, sive defensorium inviolatae castitatis» (1447—1448), который развивал христианскую трактовку её образа. Даная, со скрещёнными руками, прикрывающими грудь (в позе, в которой часто изображали Богородицу), из окна средневековой башни, тянется к антропоморфному солнцу. Солнечные лучи, как символ божественной любви, заменили здесь золотой дождь.

### В искусстве Ренессанса
Собственно живописная традиция изображения Данаи и золотого дождя начинается с картины 1527 года работы голландского художника Яна Госсарта (Мабюза). Несмотря на чувственность этого полотна, которая никак не была свойственна средневековью, Мабюз вслед за де Реца и другими средневековыми авторами, видит в Данае воплощение целомудрия.
Так, многие искусствоведы сравнивали эту фигуру Данаи с фигурой девы Марии с другой картины Госсарта «Евангелист Лука пишет портрет Богородицы», отмечая, что обе женщины сидят на земле и одеты в синие плащи, у каждой из них обнажена одна грудь.
Впрочем, один из пионеров современной иконографии, и автор первой работы по иконографии Данаи Эрвин Панофский связывал ви́дение Данаи Госсартом не столько с аллегорией Богородицы, сколько со средневековой адаптацией Метаморфоз Овидия — L'Ovide moralisé, и считал его Данаю олицетворением не христианского целомудрия, но близкого ему древнеримского морального принципа Pudicitia. Сравнивая Богородицу Госсарта с его Данаей, несложно заметить и эротизм последней: выражающийся, в частности, в обнажённых коленях и спадающем с плеч плаще. Если сравнивать со средневековыми образами Данаи, даже такая степень обнажения выглядит более чем смело.
Как бы то ни было, легко заметить контраст Данаи Мабюза с обнажёнными, лежащими в постели фигурами на более поздних картинах Корреджо и Тициана. Здесь личность Данаи видится в свете совсем другого понимания легенды о ней. Ещё Августин Блаженный, следуя за позднеантичными художниками, которые видели в золотом дожде прежде всего не чудо, но золотые монеты — деньги, а в Данае — проститутку, обнажающуюся ради них, описал то, что с ней произошло, как грехопадение, совершённое ради золота. Данаю-грешницу, а не Данаю-праведницу описывает и Боккаччо.
Впрочем при всём различии, между картиной Госсарта и написанной четырьмя годами позже «Данаей» Корреджо можно найти определённое сходство и преемственность традиции (хотя художники, по всей видимости, работали, ничего не зная друг о друге). Это заметно, например, по некоторому сходству позы, углу, под которым по отношению к зрителям и комнате полусидит Даная у Корреджо, по спадающему вниз одеянию (пусть во втором случае его, определённо, меньше). Если обратить внимание на вид из окна, видно, что художник не вполне порвал со средневековой традицией, помещающей Данаю в башню. Эта картина, наряду с другим эротико-мифологическим сюжетом в исполнении Корреджо, созданным годом позже полотном «Леда и лебедь», сделали женскую наготу приемлемой для живописи.
- Тициан, 1545—1546 (Национальный музей Каподимонте, Неаполь)
- Тициан, 1553—1554 (Музей Прадо, Мадрид)
- Тициан, 1553—1554 (Государственный Эрмитаж, Санкт-Петербург)[англ.]
- Тициан, 1564 (Музей истории искусств, Вена)[англ.]

- Тинторетто, ок. 1570 (Лионский музей изобразительных искусств)
- Артемизия Джентилески, ок. 1612 (Художественный музей Сент-Луиса)[итал.]
- Орацио Джентилески, 1621 (Художественный музей Кливленда)
- Жак Бланшар, 1631—1633 (Лионский музей изобразительных искусств)[фр.]
- Рембрандт, 1636—1647 (Государственный Эрмитаж, Санкт-Петербург)

### В искусстве нового времени
- Джованни Баттиста Тьеполо, 1736 (Стокгольм)
- Джон Уотерхауз, 1892 (утрачена)
- Каролюс-Дюран, ок. 1900 (Художественный музей Бордо)
- Густав Климт, 1907—1908 (Музей Леопольда, Вена)

## В астрономии
В честь Данаи назван астероид (61) Даная, открытый 9 сентября 1860 года немецким астрономом Германом Гольдшмидтом.